# Nikola Uzunović
Nikola Uzunović (srbsko Никола Узуновић), srbski politik in pravnik, * 1873, Niš,  † 1954, Beograd.
Pravo je študiral v Beogradu. Bil je član glavnega odbora NRS, kjer je pripadal skupini t. i. dvornih radikalov. V obdobju 1905–1929 je bil večkrat narodni poslanec. Bil je minister v več Pašićevih in Živkovićevih vladah. Bil je tudi večkrat predsednik vlade (1926/27 in 1934). Bil je eden od ustanoviteljev Jugoslovanske radikalno-kmečke demokracije in prvi predsednik Jugoslovanske nacionalne stranke. Po atentatu na kralja Aleksandra knez namestnik Pavle ni želel naprej sodelovati z vodstvom nepriljubljene stranke JNS, zato je decembra 1934 Uzunovićeva vlada padla.